# Filipeștii de Pădure, Prahova
Filipeștii de Pădure (în trecut, Filipeștii Vechi, Filipești-Ungureni) este satul de reședință al comunei cu același nume din județul Prahova, Muntenia, România.
Este atestat documentar din anul 1510. În 1931 era un sat cu 91 de gospodării.